# Каменоломни Рязанской области
Каменоломни под Рязанью — рукотворные подземелья на севере Рязанской области, как правило, образованные выработками белого камня и щебня в скатах долины реки Оки, и ряда рек её бассейна. В настоящее время заброшены и разрушаются.

## Основные системы
В Рязанской области наиболее известны следующие очаги камнедобычи:
- «Касимовские каменоломни» близ города Касимова, сёл Щербатовка[1] и Малеево[2] (иногда выделяется и как «Малеевская каменоломня»[3]) и других населённых пунктов на Оке и её правом притоке Ташенке;
- «Конобеевская пещера» вблизи сёл Польное Конобеево и Лесное Конобеево на реке Цне[4] бассейна Мокши, правого притока Оки;

Также на Оке, в Рыбновском районе, в районе сёл Окаемово и Пощупово, находится вырытая в глинистой почве «Окаемовская»/«Пощуповская пещера» (вероятно, не была каменоломней, а имела культовое назначение).

## Исторический очерк
Разработки в бассейне Оки начались не позднее XVII века и продолжались до второй половины XX века.
Товарный промысел дикого белого камня в Конобеево уверенно датируется XIX веком.
В 1976 году брошенные каменоломни у села Щербатовки (относятся к «Касимовским каменоломням») стали частью особо охраняемой природной территории «Щербатовские известняки».
В 1985 году первые пещеры в Касимовском районе на Оке обследовали исследователи-энтузиасты Ю.Прокофьев и Л.Дронова.
В августе 1998 года московская спелеогруппа «Летучая мышь» под управлением Ю.А.Долотова провела экспедицию в этом районе, в ходе которой была проведена перепись как сохранившихся, так и потерянных входов в пещеры. Выделены следующие подсистемы Касимовских каменоломен:
1. «Цавля», расположена в левом скате оврага под названием Цавля между деревней Степаново и селом Гиблицы. Разработки в этом месте производились с XIX по XX век. Добывался щебень.
2. Каменоломня в деревне Озерки, на Оке. Добывался блоковый камень.
3. Акишинские каменоломни (утрачены). Находились напротив деревни Озерки, на правом берегу Оки, километром севернее деревни Акишино. Простирались на расстояние 1 км. Впоследствии система была срыта Акишинским карьером.
4. Каменоломни в округе деревень Чаруши и Тимонино, выше по Оке. Утрачены.
5. Малеевские каменоломни. Расположены на правом берегу Оки под селом Малеево, в склоне долины реки над заводью (старицей).
6. «Бабино-Булыгино». Подземные разработки на правом берегу Оки выше Касимова. Утрачены.
7. Разработки у села под названием Уланова Гора (юго-восточная окраина Касимова). Утрачены.
8. Разработки в овраге между деревнями Чернышово-Починки и Марьино-Заречное. Утрачены.
9. «Правобережный Чинур» у деревни Чинур, на правом, противоположном от неё, берегу реки Чинур бассейна реки Ташенки. Утрачена.
10. «Левобережный Чинур», в 0,5 км ниже деревни Чинур по одноимённой реке, на том же, левом, берегу. Входы засыпаны.
11. Каменоломни у деревни Давыдово, на правом берегу реки Ташенки. Утрачены.
12. Савиновские каменоломни. Расположены на правом берегу реки Ташенки у деревни Савиново. Тянутся по берегу на два километра. Утрачены.
13. Ташенские каменоломни. Расположены на левом берегу реки Ташенки,  в 0,5 км выше посёлка Ташенка. Утрачены.
14. Разработки у деревни Волково. Ныне колоссальный Касимовский карьер по добыче известняка.
15. «Перво-Мальцево». Начиная от села Перво и до села Мальцево на протяжении более 2 км по правому берегу Оки тянутся следы подземных каменоломен.
16. «Балушево-Починки». В 0,75 км ниже села Балушево-Починки на правом берегу Оки (утрачены).
17. «Перекат Монашки». От устья оврага, что в 1 км ниже села Балушево-Починки, до деревни Перекат Монашки. Протяженность по правому берегу Оки около 2 км. Полностью просевшая, утрачена.
18. «Тугеевская Гора» или «Сосновка». Находится в 3 км ниже посёлка Сосновка на левом берегу Оки. Протяженность по берегу 0,8 км, далее нижний край системы загибается вдоль оврага от реки. Привходовая часть системы «съедена» карьером на всём протяжении береговой полосы на несколько десятков метром.
19. «Лазаревская Гора». Отделена от системы «Тугеевская Гора» оврагом Серков Дол, и сохранилась лишь в той части, что протягивается вдоль оврага. Край, обращенный к реке, полностью срыт карьером, более поздним и мощным, чем тот карьер, что уничтожил привходовую часть «Тугеевской Горы»/«Сосновки». Никаких следов подземных разработок на правом берегу Оки ниже Серкова Дола, до самой с. Щербаковка не сохранилось, хотя, по литературным источникам, здесь в 1920-х годах действовало восемь крупных подземных каменоломен Приокского Горного Округа по добыче доломита.

Некоторым отдельным пещерам в системе «Сосновка» были присвоены собственные имена и названия открывателей: Дроновская, Наклонные, Кабаний Провал, Карьерный грот, Малая Карьерная, Ляпушка, Придорожная, Здоровье, Надкарьерная, Карьерная, Заовражная и другие.

## Интересные факты
- Подземелья в Окаемово/Пощупово использовались во времена гонений на староверов как «земляная тюрьма» близлежащим Богословским монастырём[5].

## См.также
- Гурьевские каменоломни (Тульская область)
- Подмосковные каменоломни (Московская область)
- Старицкие каменоломни (Тверская область)
- Нолькин камень (Марий Эл)
- Каменоломни под Калугой
- Подземелья Нижегородчины
- Подземелья Самарской области